# Heinrich-Delp-Straße 201
Das Wohnhaus Heinrich-Delp-Straße 201 ist ein Bauwerk und Kulturdenkmal in Darmstadt-Eberstadt.

## Geschichte und Beschreibung
Das Wohnhaus wurde im Jahre 1909 erbaut.
Das zweigeschossige Landhaus besitzt Stilelemente des Traditionalismus und der Heimatlicher Bauweise.
Markante Details sind der Hausteinsockel, der Erker, der überdachte Eingang mit der Freitreppe und die Dachterrasse im biberschwanzgedeckten Mansarddach.

## Denkmalschutz
Das Wohnhaus ist aus architektonischen und stadtgeschichtlichen Gründen ein Kulturdenkmal.